# Jochen Vogt
Jochen Vogt (* 27. Mai 1943 in Karlsruhe; † 8. August 2025 in Simmern/Hunsrück) war ein deutscher Germanist, der zwischen 1973 und seiner Emeritierung 2008 als Professor für Germanistik/Literaturwissenschaft und Literaturdidaktik an der Universität Essen bzw. der Universität Duisburg-Essen lehrte.

## Leben
Jochen Vogt wurde 1968 an der Ruhr-Universität Bochum promoviert und war seit 1972 Professor an der Justus-Liebig-Universität Gießen sowie seit 1973 an der Universität Duisburg-Essen in Essen.
Vogt beschäftigte sich hauptsächlich mit deutscher und europäischer Literatur des 20. Jahrhunderts. Er war Autor und Herausgeber zahlreicher literaturwissenschaftlicher (insbesondere im Bereich der Narratologie) und didaktischer Arbeiten. Vogt war auch bekannt wegen seiner in literaturwissenschaftlichen Kreisen eher ungewöhnlichen wissenschaftlichen Arbeiten zum Kriminalroman als Literaturgattung.

## Schriften (Auswahl)
- mit Benedikt Jessing (Hrsg.): „Das Vergangene ist nicht tot, es ist nicht einmal vergangen“: Nationalsozialismus im Spiegel der Nachkriegsliteratur (in Verbindung mit der Alten Synagoge Essen). Rigodon, Essen 1984, ISBN 3-924071-03-9.
- Hans Henny Jahnns Romantrilogie „Fluß ohne Ufer“. Fink, Paderborn 1970 (2. Auflage 1986), ISBN 3-7705-2366-0 (Zugleich Dissertation an der Universität Bochum 1968 unter dem Titel: Struktur und Kontinuum).
- Aspekte erzählender Prosa. Eine Einführung in Erzähltechnik und Romantheorie. (Neufassung 2014)
- Der Kriminalroman. Poetik-Theorie-Geschichte (Hrsg.), 1998.
- MedienMorde. Krimis intermedial (Hrsg.), Fink, München 2005, urn:nbn:de:bvb:12-bsb00041624-2
- Einladung zur Literaturwissenschaft. 7., erweiterte und aktualisierte Auflage, Fink, München 2008, ISBN 9783825220723
- Knapp vorbei. Zur Literatur des letzten Jahrhunderts. Fink, Paderborn 2011, ISBN 978-3-7705-3912-3 (Publikation der Ernst-Jandl-Arbeitsstelle für Gegenwartsliteratur an der Universität Duisburg-Essen), urn:nbn:de:bvb:12-bsb00041477-4
- Wie analysiere ich eine Erzählung? Ein Leitfaden mit Beispielen. Fink, Paderborn 2011, ISBN 978-3-7705-3919-2.